# Adam Boqvist
Adam Boqvist (né le 15 août 2000 à Falun en Suède) est un joueur suédois de hockey sur glace. Il évolue au poste de défenseur pour les Blue Jackets de Columbus dans la LNH.

## Biographie
Boqvist fait le saut dans la SHL avec le Brynäs IF en septembre 2017. Il termine néanmoins la saison 2017-18 avec le Almtuna IS dans la Allsvenskan. 
Éligible au repêchage d'entrée dans la LNH 2018, il est choisi au 8e rang au total par les Blackhawks de Chicago. Le 1er juillet 2018, il signe son premier contrat professionnel de trois ans avec Chicago. 
Le 5 juillet 2018, Boqvist s'entend avec les Knights de London dans la LHO pour la saison 2018-2019. 
Le 2 novembre 2019, il joue son premier match dans la LNH contre les Kings de Los Angeles lors d'une défaite de 4-3 en prolongation. Le lendemain contre les Ducks d'Anaheim, il marque son premier but dans la LNH à l'occasion d'une victoire de 3-2 en prolongation. L'ailier Alexander Nylander et le centre Jonathan Toews récoltent les assistances du but. 
Le 10 décembre 2019, il sert sa première assistance dans la LNH sur un but du tchèque, Dominik Kubalík, au cours d'une défaite de 5-1 contre les Golden Knights de Vegas. 

### Vie privée
Il est le frère cadet de Jesper Boqvist également joueur professionnel de hockey sur glace.

## Statistiques

### En club
| Saison     | Équipe                   | Ligue         |     | Saison régulière | Saison régulière | Saison régulière | Saison régulière | Saison régulière |    | Séries éliminatoires | Séries éliminatoires | Séries éliminatoires | Séries éliminatoires | Séries éliminatoires |
| Saison     | Équipe                   | Ligue         | PJ  | B                | A                | Pts              | Pun              | PJ               | B  | A                    | Pts                  | Pun                  |                      |                      |
| 2015-2016  | Brynäs IF U18            | J18 Elit      | 17  | 3                | 6                | 9                | 2                | -                | -  | -                    | -                    | -                    |                      |                      |
| 2016-2017  | Brynäs IF U18            | J18 Elit      | 8   | 8                | 6                | 14               | 2                | -                | -  | -                    | -                    | -                    |                      |                      |
| 2016-2017  | Brynäs IF U20            | J20 SuperElit | 18  | 4                | 12               | 16               | 10               | 2                | 0  | 0                    | 0                    | 0                    |                      |                      |
| 2017-2018  | Brynäs IF U20            | J20 SuperElit | 25  | 14               | 10               | 24               | 18               | 3                | 3  | 2                    | 5                    | 29                   |                      |                      |
| 2017-2018  | Brynäs IF                | SHL           | 15  | 0                | 1                | 1                | 4                | 3                | 0  | 0                    | 0                    | 0                    |                      |                      |
| 2017-2018  | Almtuna IS               | Allsvenskan   | 7   | 0                | 2                | 2                | 2                | -                | -  | -                    | -                    | -                    |                      |                      |
| 2018-2019  | Knights de London        | LHO           | 54  | 20               | 40               | 60               | 12               | 11               | 10 | 3                    | 13                   | 16                   |                      |                      |
| 2019-2020  | Blackhawks de Chicago    | LNH           | 41  | 4                | 9                | 13               | 6                | 8                | 0  | 0                    | 0                    | 4                    |                      |                      |
| 2019-2020  | IceHogs de Rockford      | LAH           | 15  | 1                | 5                | 6                | 10               | -                | -  | -                    | -                    | -                    |                      |                      |
| 2020-2021  | Blackhawks de Chicago    | LNH           | 35  | 2                | 14               | 16               | 14               | -                | -  | -                    | -                    | -                    |                      |                      |
| 2021-2022  | Blue Jackets de Columbus | LNH           | 52  | 11               | 11               | 22               | 12               | -                | -  | -                    | -                    | -                    |                      |                      |
| 2022-2023  | Blue Jackets de Columbus | LNH           | 46  | 5                | 19               | 24               | 8                | -                | -  | -                    | -                    | -                    |                      |                      |
| 2023-2024  | Blue Jackets de Columbus | LNH           | 35  | 1                | 9                | 10               | 0                | -                | -  | -                    | -                    | -                    |                      |                      |
| Totaux LNH | Totaux LNH               | Totaux LNH    | 209 | 23               | 62               | 85               | 40               | 8                | 0  | 0                    | 0                    | 4                    |                      |                      |

### En équipe nationale
| Année | Équipe    | Compétition                      |   | PJ | B | A | Pts | Pun           |  | Résultat |
| 2016  | Suède U17 | Défi mondial des moins de 17 ans | 6 | 4  | 0 | 4 | 6   | Médaille d'or |  |          |
| 2017  | Suède U18 | Championnat du monde -18 ans     | 6 | 0  | 0 | 0 | 0   | 4e place      |  |          |
| 2019  | Suède U20 | Championnat du monde junior      | 5 | 1  | 3 | 4 | 0   | 5e place      |  |          |